# Конституция Республики Саха
Конституция Республики Саха (Якутия) (якут. Саха Өрөспүүбүлүкэтин Төрүт Сокуона) — основной закон Республики Саха (Якутия)
Принята Верховным Советом Республики Саха (Якутия) 4 апреля 1992 г. Изменения и дополнения вносились республиканскими законами  от 26 января 1994 г., от 20 апреля 1994 г., от 7 июля 2000 г., от 15 июня 2001 г., от 17 и 18 июля 2001 г., от 28 января 2002 г., от 6 марта 2002 г., от 29 апреля 2002 г., 10 июля 2003 г., 25 апреля 2006 г.
Состоит из:
- преамбулы

Мы, многонациональный народ Республики Саха (Якутия),
Выражая волю к сохранению исторически сложившейся государственности республики,
Принимая во внимание вхождение Якутии в состав Российского государства в XVII веке, образование в 1922 году Якутской Автономной Советской Социалистической Республики как признание государственности Якутии, преобразованной в 1990 году в Якутскую-Саха Советскую Социалистическую Республику в соответствии с Декларацией о государственном суверенитете республики, переименованную в 1991 году в Республику Саха (Якутия) на основании постановления Верховного Совета Якутской-Саха Советской Социалистической Республики,
Считая республику субъектом Российской Федерации на принципах конституционно-договорных отношений,
Реализуя общепризнанные права на самоопределение и равноправие народов,
Уважая вклад предшествующих поколений в развитие республики,
Исходя из высокой ответственности перед нынешним и будущими поколениями,
Признавая принципы демократического общества,
Заботясь о сохранении и самобытном развитии народа республики,
Выражая интересы и волю каждого к свободе, равенству, миру и прогрессу,
Принимаем настоящую Конституцию и считаем ее впредь Основным законом Республики Саха (Якутия) — государства в составе Российской Федерации.
- 2 разделов,
- 11 глав и 127 статей в I разделе,
- и 4 статей во II разделе (переходные положения).